# Курета руда
Куре́та руда (Myiophobus roraimae) — вид горобцеподібних птахів родини тиранових (Tyrannidae). Мешкає на Гвіанському нагір'ї і в Андах.

## Підвиди
Виділяють три підвиди:

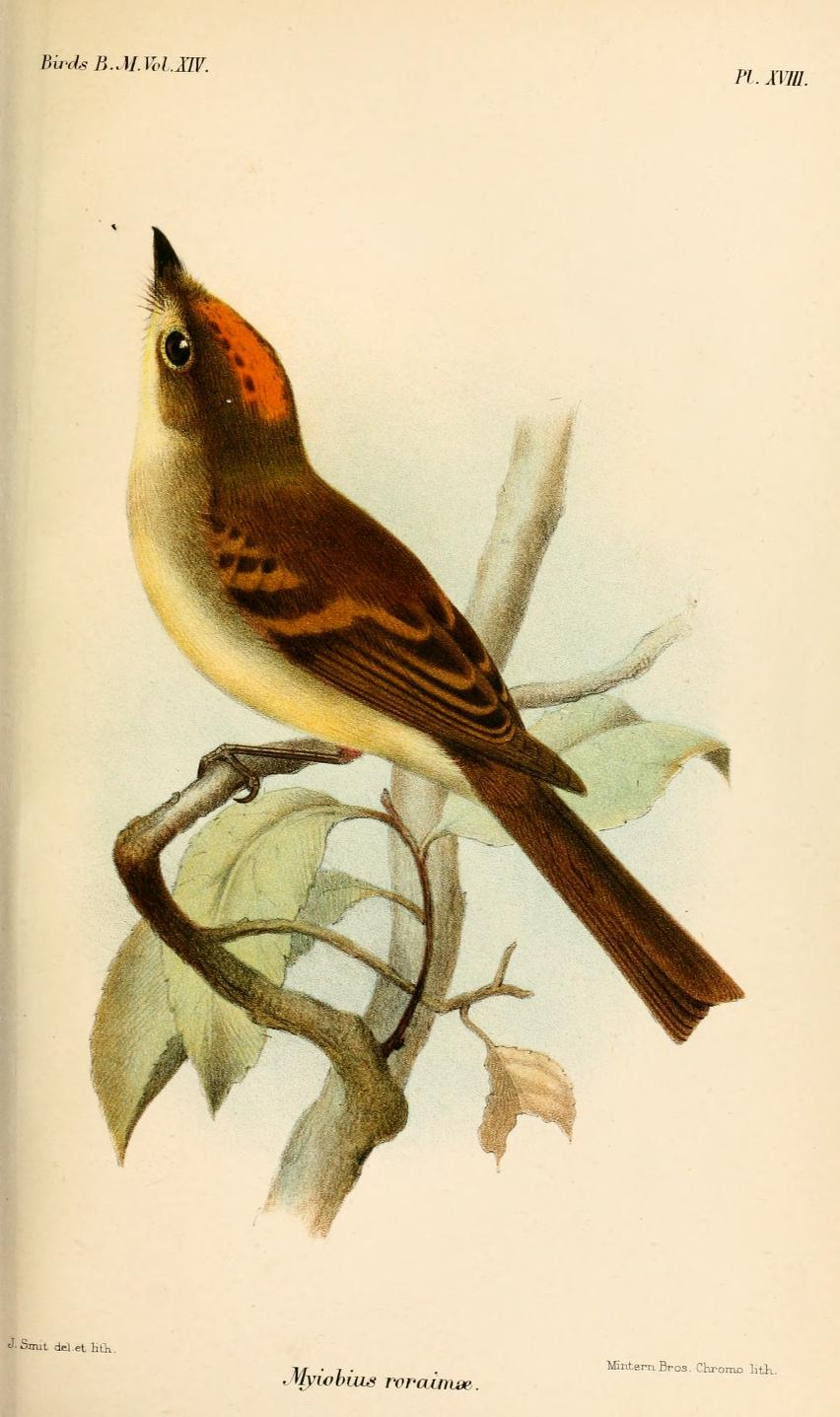
Руда курета

- M. r. sadiecoatsae (Dickerman & Phelps Jr, 1987) — тепуї на півдні Венесуели і північно-західній Бразилії;
- M. r. roraimae (Salvin & Godman, 1883) — тепуї на південному сході Венесуелі і заході Гаяни;
- M. r. rufipennis Carriker, 1932 — локально в Андах на південному сході Колумбії, південному заході Еквадору, в Перу і на північному заході Болівії.

## Поширення і екологія
Руді курети мешкають у Венесуелі, Бразилії, Гаяні, Колумбії, Еквадорі, Перу і Болівії. Вони живуть у вологих рівнинних і гірських тропічних лісах, переважно на висоті від 500 до 2000 м над рівнем моря.